# Архарлы (Сарыбастауский сельский округ)
Архарлы (каз. Арқарлы) — село в Кербулакском районе Жетысуской области Казахстана. Входит в состав Сарыбастауского сельского округа. Код КАТО — 194655200.

## Население
В 1999 году население села составляло 223 человека (109 мужчин и 114 женщин). По данным переписи 2009 года, в селе проживало 180 человек (83 мужчины и 97 женщин).

## Топографические карты
- Лист карты L-43-144 Карашокы  79-83  вар. Масштаб: 1 : 100 000. Указать дату выпуска/состояния местности.